# Jakow Podgorny
Jakow Iwanowicz Podgorny, ros. Яков Иванович Подгорный (ur. w 1877 roku, zm. w 1945 roku w Moskwie) – rosyjski wojskowy (kapitan 1 rangi), działacz emigracyjny, publicysta.
Od 1900 roku służył w armii rosyjskiej. W 1904 roku został awansowany do stopnia podporucznika. W 1907 roku ukończył oficerski kurs pływania podwodnego w Lipawie, po czym służył we Flotylli Syberyjskiej. Był młodszym oficerem na okręcie podwodnym „Kiefal”. W 1908 roku ukończył oficerski kurs minerski w Kronsztadzie. W 1910 roku awansował na porucznika. Objął dowództwo okrętu podwodnego „Krokodił”. Brał udział w I wojnie światowej. Od 1915 roku dowodził okrętem podwodnym „Giepard”. Od lipca 1916 roku służył w oddziale pływania podwodnego Głównego Zarządu Techniki Okrętowej. W 1917 roku został kapitanem 2 rangi. Na początku 1918 roku wstąpił do nowo formowanych wojsk Białych. Służył w komendanturze portu wojennego w Noworosyjsku. W 1919 roku przeszedł do Armii Dońskiej. Otrzymał stopień kapitana 1 rangi. Dowodził pociągiem pancernym. Następnie współorganizował Flotylę Dońską. Pełnił funkcję inspektora w Zarządzie Morskiej Artylerii Ciężkiej. Później stanął na czele Zarządu. Podczas ewakuacji wojsk Białych z Krymu do Gallipoli w listopadzie 1920 roku dowodził transportowcem „Dałłand”. Od grudnia tego roku przebywał w Bizercie. W 1921 roku przybył do Marsylii. Ostatecznie zamieszkał w Czechosłowacji. W Pilźnie zorganizował miejscowy oddział Stowarzyszenia Gallipojczyków i Stowarzyszenia Oficerów Floty. W 1928 roku założył czasopismo „Zarubieżnyj morskoj sbornik”. Do 1931 roku redagował nim. W II połowie lat 30. przewodniczył czechosłowackiemu 6 Oddziałowi Rosyjskiego Związku Ogólnowojskowego (ROWS). Pisał artykuły do pisma „Armija i Fłot”. Po zajęciu Czechosłowacji przez wojska niemieckie na początku 1939 roku, współorganizował oddział Zjednoczenia Rosyjskich Związków Wojskowych w Protektoracie Czech i Moraw. Po zajęciu Pragi przez Armię Czerwoną na początku maja 1945 roku, został aresztowany przez SMIERSZ, po czym wywieziono go do Moskwy, gdzie wkrótce zmarł w jednym z więzień.